# Smrek (Góry Złote)
Smrek (czes. Smrk, niem. Fichtlich) – szczyt o wysokości 1127 m n.p.m. w Górach Złotych (czes. Rychlebské hory) w Sudetach Wschodnich, na terytorium Czech, w odległości kilkuset metrów od granicy z Polską.
W zależności od tego, gdzie przebiega granica między Górami Złotymi a Bialskimi, co jest od dawna kwestią sporną, Smrek jest najwyższym szczytem albo tych pierwszych, albo drugich. Zgodnie z punktem widzenia preferowanym przez Czechów oraz niektóre polskie opracowania oba te pasma górskie stanowią całość, nazwaną w jęz. czeskim Rychlebské hory, i w takim przypadku Smrek jest najwyższym szczytem tego pasma.
Szczyt należy do najbardziej płaskich w Sudetach. Nie przebiega przez niego żaden szlak turystyczny, jednak w odległości około 100 m od płaszczyzny wierzchołkowej biegnie czeska ścieżka turystyczna znakowana kolorem czerwonym.
Wzniesienia nie należy mylić ze Smrekiem Trójkrajnym, szczytem o wysokości 1109 lub 1117 m n.p.m., położonym na granicy polsko-czeskiej i oddzielonym od Smreka bardzo płytką Przełęczą u Trzech Granic.